# 한강 뻐꾸기

《한강 뻐꾸기》는 1993년 4월 7일부터 같은 해 9월 23일까지 방송되었던 SBS 수목 드라마였다.

## 프로그램 소개
1960년대 중반 서울 왕십리를 배경으로 당시 극심했던 이농 현상과 도시화 물결 속에서 서울 변두리 지역민들의 고단한 삶을 코믹하게 회상해 보는 복고 드라마

## 출연
- 이종원(한상필) : 당시 논밭이었던 강남에서 농사짓는 집안의 막내아들이다. 대학문을 드나들던 형들과는 달리 공부에는 `별 취미가 없던' 상필은 고등학교 졸업후 농삿일을 거들어야 하는 상황이 닥치자 무작정 집을 나와 왕십리로 온다.
- 송혜령(정애순) : 말로만 듣던 `서울의 꿈'을 가슴에 꼭 품고 무작정 상 경한 시골처녀다. 서울역에서 `검은손길'이 다가오자 재빠르게 택시를 잡아타고 왕십리로 향한다. 왕십리의 당구장에 취직하게 되고, 주인집에서 자취를 시작한다. 그러던중 당구장에서 건달 상필이를 만나게 되고…

| - 변희봉(한정균) : 상필 아버지. - 안영주(김 여사) : 상필 어머니. - 여운국(한상섭) : 상필 큰형. - 이경영(한상구) : 상필 둘째형. - 박인환(허장석) : 당구장 주인. - 오미연(진소자) : 장석 아내. - 정유석(허진수) : 장석 아들. - 서영주(허영애) : 장석 딸. - 강남길(박홍태) : 야경꾼. - 견미리(강행자) : 홍태 아내. - 이신재(오동추) : 가게 노인. - 양금석(윤명희) : 동추의 며느리. | - 이한수(맹주삼) - 주현(백두 노인) - 권은아(공봉란) - 최유라(민강희) - 김석옥(강희 어머니) - 서학(오남일) - 김복희(여주댁) - 양형욱(골뱅이) - 오아랑(홍금자) - 서정욱(지양분) - 고상백(동삼) - 전소희(찬희) - 정승호(고상화) - 김태진(두식) - 신신애, 옥승일 - 이윤정 - 김민희 |